# Broskboll
Broskboll, Naematelia encephala, är en svampart som tillhör gelésvamparna, Tremellales.

## Förekomst
Broskboll är funnen i större delen av Europa, i Nordamerika, Argentina, Japan och på Taiwan. Den förekommer i barrskogsområden i hela Norden. 
Arten lever parasitiskt på "skinnsvampar" av släktet Stereum, främst blödskinn (S. sanguinolentum) och ses därför framför allt på döda grenar av tall, men även av gran.

## Kännetecken
Broskboll bildar ett skärt till brunorange gelatinöst skikt som omsluter en fast vit kärna av hyfer från värdsvampen. Hela bildningen får ofta ett hjärnliknande utseende.

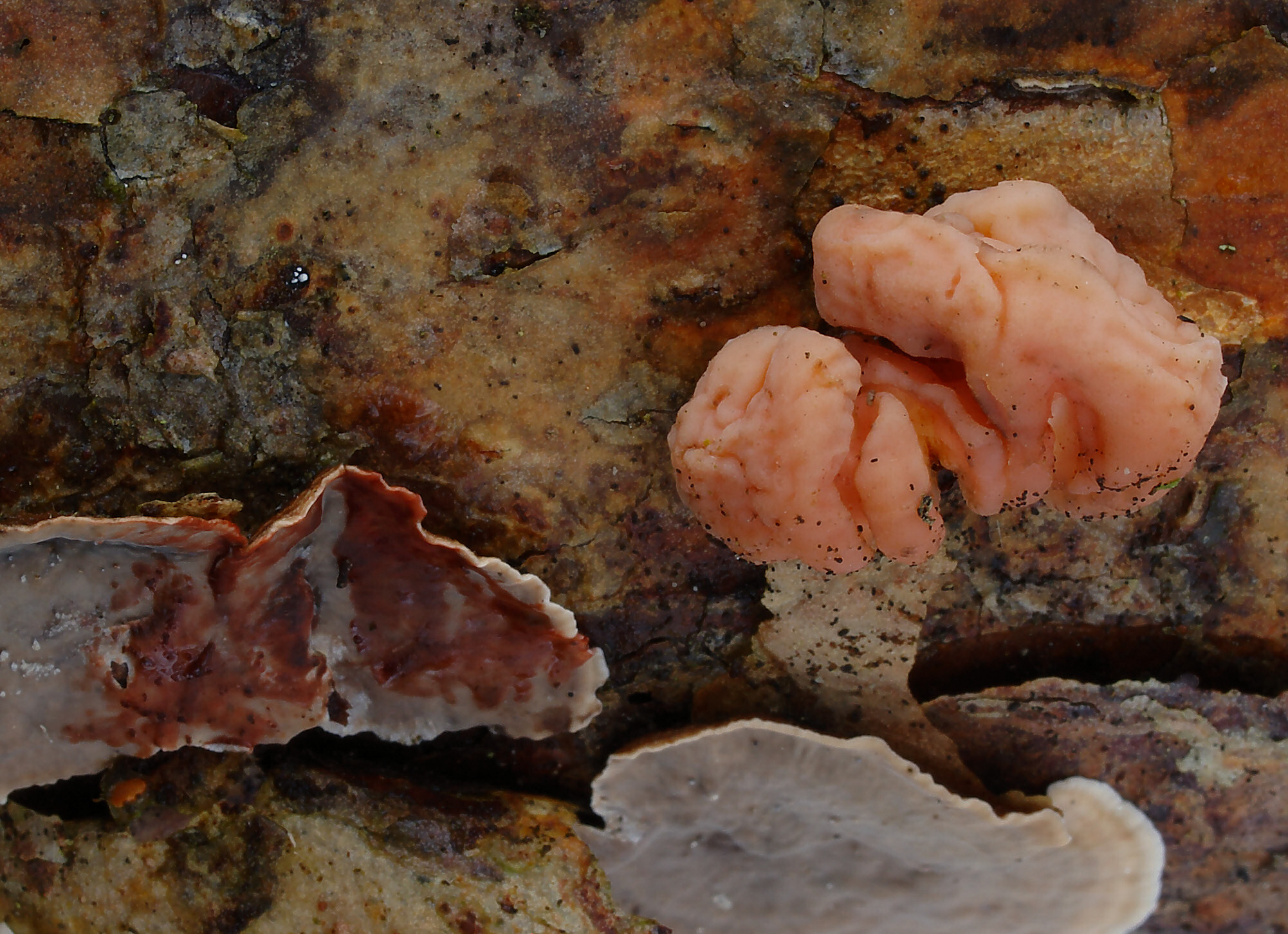
Broskboll med fruktkroppar av blödskinn.
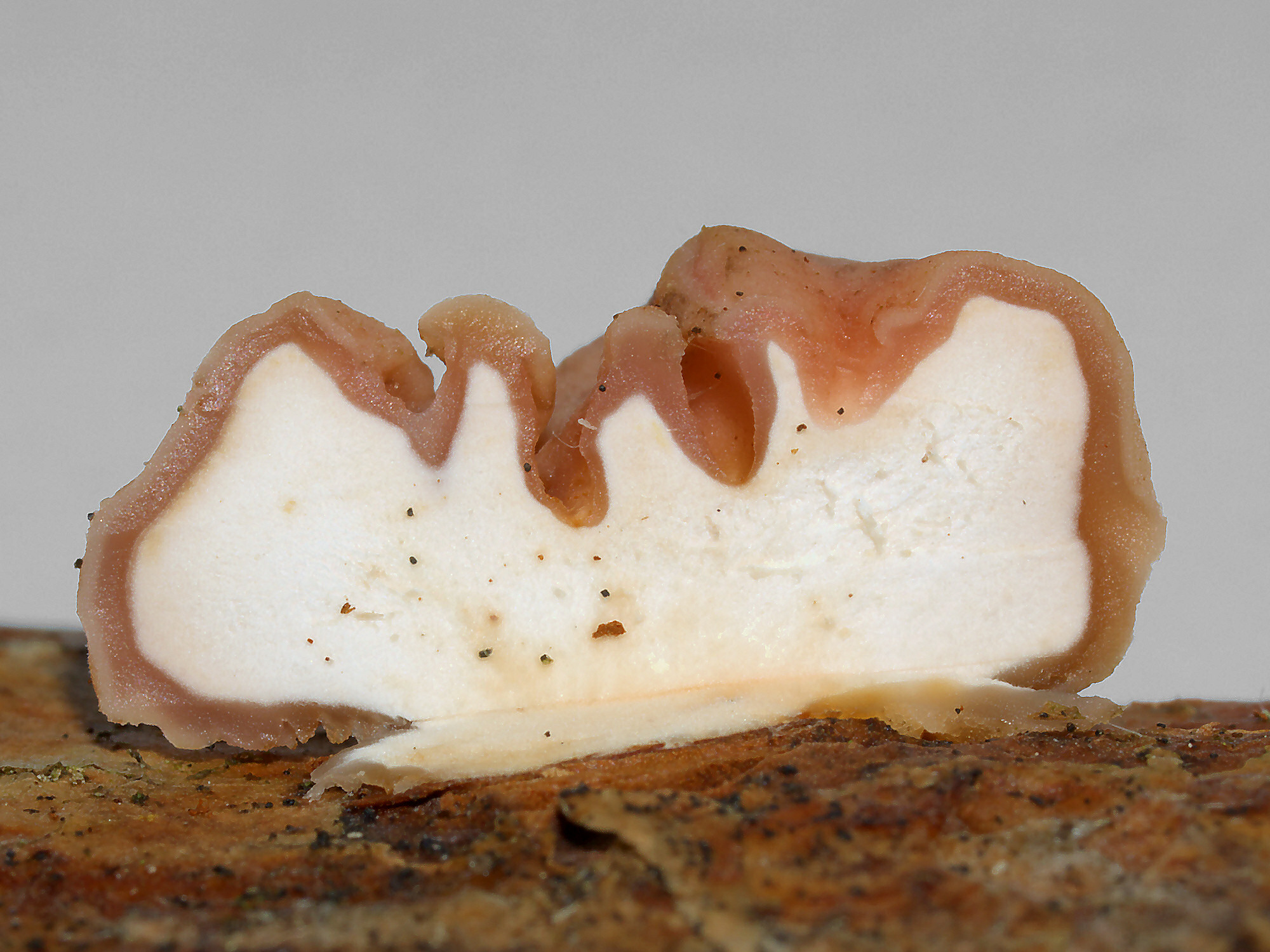
Genomskärning av broskboll visande den vita kärnan av blödskinnshyfer.

## Taxonomi
Broskbollen beskrevs av Carl Ludwig Willdenow 1788 under namnet Tremella encephaliformis. 1801 beskrev Christiaan Hendrik Persoon den som Tremella encephala. Persoons beskrivning är i stort sett en upprepning, stundom ordagrann, av Willdenows (vilken han också refererar till). 1818 beskrev Elias Fries arten som Nematelia encephala vilket han upprepade i Systema mycologicum 1822. Då den internationella botaniska kongressen i Bryssel 1910 fastställde att startpunkterna för godkända namn på svampar var Fries Systema mycologicum (och, i speciella fall, Persoons Synopsis methodica fungorum) har Fries/Persoons artepitet blivit det gällande.
Släktnamnet Naematelia har betraktats som ett nomen confusum, eftersom Fries i sin beskrivning anger att fruktkroppen består av "ett gelatinöst receptaculum med en kompakt kärna", och sålunda även skulle innefatta värdsvampen som ju utgör denna "kompakta kärna". Broskbollen har sålunda förts till Tremella. Molekylärfylogenetiska analyser har dock visat att släktet Tremella är starkt polyfyletiskt och år 2016 "återupplivades" Naematelia för att omfatta broskbollen och ytterligare tre tidigare Tremella-arter.
Artepitetet kommer från grekiska ἐγκέφαλος  (enkephalos, "hjärna" - från έν "i" och κέφαλοή "huvud"). (Även på flera andra språk ingår "hjärna" i namnet, som engelska "conifer brain" och franska "trémelle cérébriforme".)